# Dolores Sántiz Gómez
Dolores Sántiz Gómez (San Juan Chamula, Chiapas) es una documentalista mexicana tsotsil, interesada por mostrar las prácticas culturales de los pueblos indígenas de la región a través de la mirada de los habitantes del lugar. Es cofundadora de la Escuela de Cine y Video Indígena. Mundos inéditos A.C., fundó la Asociación Civil Proyecto Jlumaltik.

## Trayectoria
Es hija de hablantes de lengua tsotsil, aprendió a hablar español a la edad de 15 años. En una conferencia donde le preguntaron sobre su trayectoria, se autodefinió como una mujer rebelde e inquieta, siempre interesada por adquirir más conocimientos. Tiene una formación en Comunicación intercultural, ha formado parte de los talleres que imparte CCC con patas; formó parte del Archivo fotográfico del CIESAS sureste. Participó en el 17° Festival de Cine de Morelia en el foro Cineastas Indígenas Mexicanas.
En el año 2009, junto a un grupo de mujeres artesanas,  con la intención de gestionar proyectos  para contribuir a impulsar los procesos culturales, educativos, desarrollo sustentable, que permitieran fortalecer y rescatar el patrimonio cultural y el medio ambiente de los tsotsiles y tseltales de los Altos de Chiapas, esto con la intención de seguir preservando el legado artesanal; de igual forma, impulsó la cooperativa Mujeres Artesanas innovadoras del arte textil de Chamula, Zinacatán y Teopisca.

## Filmografía
Fue coproductora del largometraje La semilla en el asfalto, de López Pedro Daniel en 2009
En 2010  presentó el cortometraje Pox, la bebida sagrada.
En 2020, trabaja en tres documentales. El primero sobre las parteras en el municipio de Tenejapa Chiapas, otro sobre el trabajo del barro en Amatenango, y por último El encanto de los Dioses.  